# جون ميلر (لاعب كرة قدم أمريكية أمريكي)
جون ميلر (بالإنجليزية: John Miller)‏ هو لاعب كرة قدم أمريكية أمريكي، ولد في 22 سبتمبر 1960 في أوبرلين في الولايات المتحدة.

## وصلات خارجية
- جون ميلر على موقع مرجع كرة القدم المحترفة.كوم (الإنجليزية)